# Blackbear

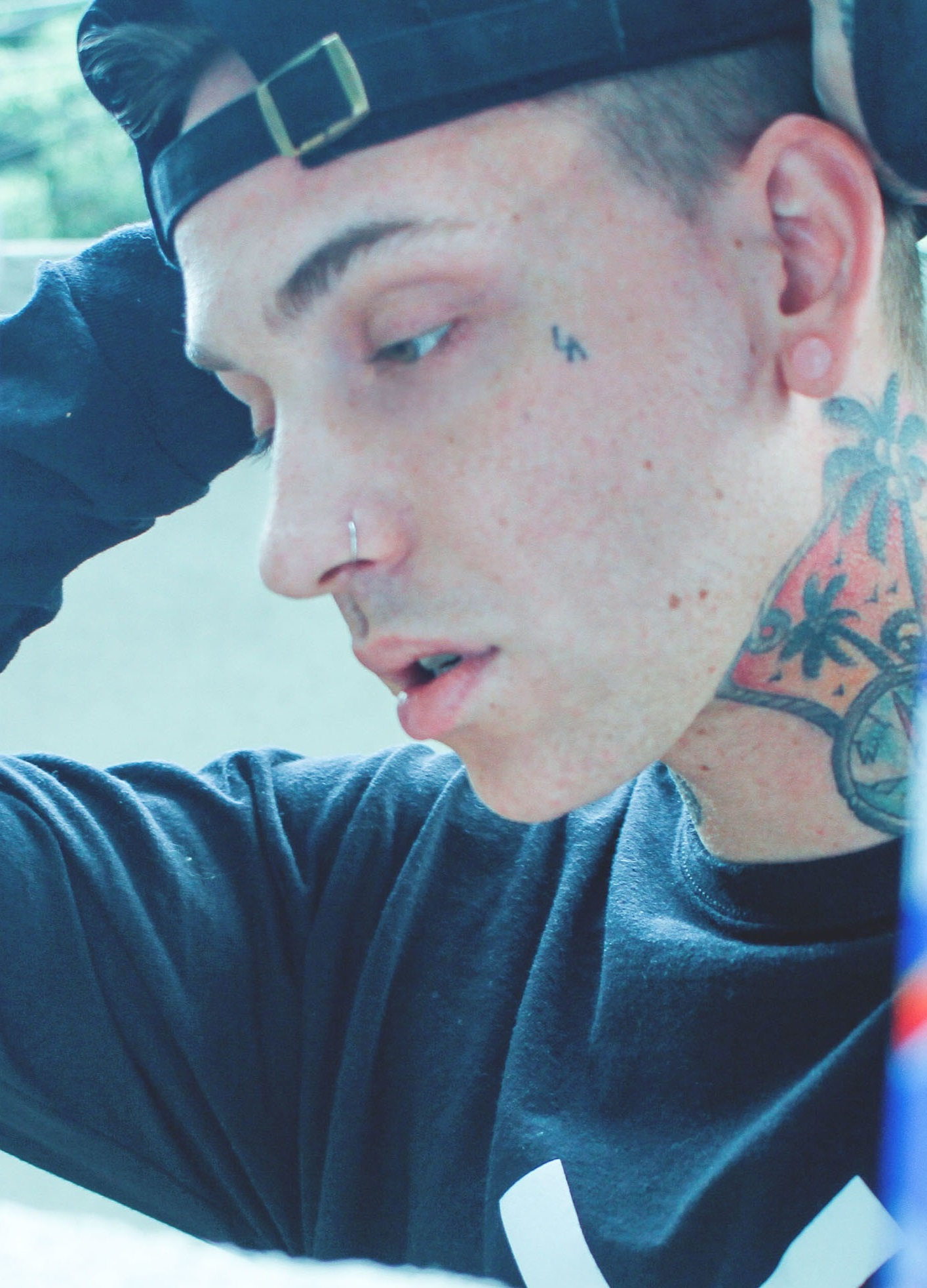
Blackbear (2016)

Matthew Tyler Musto (* 27. November 1990 in Daytona Beach, Florida), bekannt unter dem Künstlernamen Blackbear (stilisiert als blackbear) ist ein US-amerikanischer Hip-Hop/R&B/Soul Sänger, Songschreiber und Musikproduzent. Er arbeitete bereits mit zahlreichen erfolgreichen Künstlern wie Gnash, Justin Bieber, G-Eazy, Mike Posner, Maejor Ali, Palisades, Machine Gun Kelly, Mod Sun, Rivers Cuomo, Childish Gambino, Billie Eilish, Pharrell Williams, Miley Cyrus, Linkin Park, BoyWithUke und Jacob Sartorius zusammen. Blackbear schrieb hierbei sogar den erfolgreichen Hit Boyfriend von Justin Bieber mit. Auch produzierte er den Titeltrack von G-Eazys Album These Things Happen, worauf er im Album sogar im Song Remember You gastiert. Blackbear ist unter anderem noch Mitglied des Alternative-Hip-Hop- und R&B-Duo Mansionz, welches er zusammen mit Sänger und Songwriter Mike Posner gründete.

## Karriere
Am 14. Februar 2015 veröffentlichte Blackbear sein erstes längeres Album Deadroses. Die Hauptsingle „Idfc“ fand man auf den Billboard’s R&B Hot 100. Dort konnte sie sich über ein Jahr halten. Der Song erhielt Millionen von Streams auf SoundCloud und Spotify. Es wurde mehr als 22.5 Millionen Mal auf SoundCloud gestreamt und Idfc (Tarro Remix) hat über 93 Millionen Aufrufe bis zum April 2017. Idfc schoss Blackbear zu den Top 20 der Billboard Charts. Sein zweites längeres Album Help, veröffentlicht am 27. November 2015, konnte an den Erfolg von Deadroses nicht anknüpfen. Am 29. Januar 2017 postete er den Track „Make Daddy Proud,“ ein Remix von Jeremy Zuckers Heavy. Am 17. März 2017 erschien die Hauptsingle für sein neues Album Digital Druglord, mit dem Titel Do Re Mi.
Gegen Ende des Jahres 2016 gründete Blackbear zusammen mit dem Singer und Songwriter Mike Posner das Alternative-Hip-Hop- und R&B-Duo Mansionz. Es veröffentlichte seine erste Single STFU am 9. Dezember 2016. 2017 folgten zwei weitere Singles, Rich White Girls und Dennis Rodman.
Beide dieser Singles und STFU, sind auf dem ersten selbstbetitelten Album von Mansionz zu finden, welches am 24. März 2017 erschien. Das Album erhält Gastauftritte von G-Eazy, Soren Bryce, CyHi the Prynce und Snoozegod.
2016 arbeitete Blackbear am Album One More Light der US-amerikanischen Rockband Linkin Park mit. Das Album wurde am 19. Mai 2017 veröffentlicht. 2019 veröffentlichte er den Song Hot Girl Bummer mit dem er erneut die internationalen Charts erreichen konnte.

## Diskografie

### Studioalben
| Jahr | Titel Musiklabel                                                     | Höchstplatzierung, Gesamtwochen, AuszeichnungChartplatzierungen (Jahr, Titel, Musiklabel, Platzierungen, Wochen, Auszeichnungen, Anmerkungen) | Höchstplatzierung, Gesamtwochen, AuszeichnungChartplatzierungen (Jahr, Titel, Musiklabel, Platzierungen, Wochen, Auszeichnungen, Anmerkungen) | Anmerkungen                                                      |
| Jahr | Titel Musiklabel                                                     | UK | US | Anmerkungen                                                      |
| ---- | -------------------------------------------------------------------- | --- | --- | ---------------------------------------------------------------- |
| 2015 | Deadroses Beartrap                                                   | — | US— GoldUS | Erstveröffentlichung: 14. Februar 2015                           |
| 2015 | Help Beartrap                                                        | — | — | Erstveröffentlichung: 27. November 2015                          |
| 2016 | Pink Lemonade Hotel Motel                                            | — | — | Erstveröffentlichung: 1. April 2016 mit Mod Sun                  |
| 2017 | Mansionz Beartrap, Monster Mountain, Island Records                  | — | US67 (1 Wo.)US | Erstveröffentlichung: 24. März 2017 mit Mike Posner als Mansionz |
| 2017 | Digital Druglord Beartrap, Alamo Records, Interscope Records         | — | US14 Gold · (51 Wo.)US | Erstveröffentlichung: 20. April 2017                             |
| 2019 | Anonymous Beartrap, Alamo Records, Interscope Records                | — | US36 (1 Wo.)US | Erstveröffentlichung: 26. April 2019                             |
| 2020 | Everything Means Nothing Beartrap, Alamo Records, Interscope Records | UK56 (1 Wo.)UK | US15 Gold · (10 Wo.)US | Erstveröffentlichung: 21. August 2020                            |
| 2022 | In Loving Memory Alamo Records, Columbia Records                     | — | US146 (1 Wo.)US | Erstveröffentlichung: 26. August 2022                            |

### EPs
| Jahr | Titel Musiklabel                                      | Höchstplatzierung, Gesamtwochen, AuszeichnungChartsChartplatzierungen (Jahr, Titel, Musiklabel, Platzierungen, Wochen, Auszeichnungen, Anmerkungen) | Anmerkungen                           |
| Jahr | Titel Musiklabel                                      | US | Anmerkungen                           |
| ---- | ----------------------------------------------------- | --- | ------------------------------------- |
| 2016 | Cashmere Noose Beartrap                               | US108 (1 Wo.)US | Erstveröffentlichung: 4. August 2016  |
| 2021 | Misery Lake Beartrap, Alamo Records, Columbia Records | US102 (1 Wo.)US | Erstveröffentlichung: 13. August 2021 |

Weitere EPs
- 2012: Foreplay
- 2014: The Afterglow
- 2015: Dead
- 2016: Drink Bleach
- 2017: Salt

### Mixtapes
| Jahr | Titel Musiklabel                                     | Höchstplatzierung, Gesamtwochen, AuszeichnungChartsChartplatzierungen (Jahr, Titel, Musiklabel, Platzierungen, Wochen, Auszeichnungen, Anmerkungen) | Anmerkungen                             |
| Jahr | Titel Musiklabel                                     | US | Anmerkungen                             |
| ---- | ---------------------------------------------------- | --- | --------------------------------------- |
| 2017 | Cybersex Beartrap, Alamo Records, Interscope Records | US47 (3 Wo.)US | Erstveröffentlichung: 27. November 2017 |

### Singles als Leadmusiker
| Jahr | Titel Album                              | Höchstplatzierung, Gesamtwochen, AuszeichnungChartplatzierungen (Jahr, Titel, Album, Platzierungen, Wochen, Auszeichnungen, Anmerkungen) | Höchstplatzierung, Gesamtwochen, AuszeichnungChartplatzierungen (Jahr, Titel, Album, Platzierungen, Wochen, Auszeichnungen, Anmerkungen) | Höchstplatzierung, Gesamtwochen, AuszeichnungChartplatzierungen (Jahr, Titel, Album, Platzierungen, Wochen, Auszeichnungen, Anmerkungen) | Höchstplatzierung, Gesamtwochen, AuszeichnungChartplatzierungen (Jahr, Titel, Album, Platzierungen, Wochen, Auszeichnungen, Anmerkungen) | Höchstplatzierung, Gesamtwochen, AuszeichnungChartplatzierungen (Jahr, Titel, Album, Platzierungen, Wochen, Auszeichnungen, Anmerkungen) | Anmerkungen                                                       |
| Jahr | Titel Album                              | DE | AT | CH | UK | US | Anmerkungen                                                       |
| ---- | ---------------------------------------- | --- | --- | --- | --- | --- | ----------------------------------------------------------------- |
| 2014 | idfc Dead EP                             | DE— aDE | — | — | UK— PlatinUK | US— ×3DreifachplatinUS | Erstveröffentlichung: 16. Oktober 2014                            |
| 2017 | Do re mi (Remix) –                       | DE— GoldDE | — | — | UK94 Gold · (1 Wo.)UK | US40 ×6Sechsfachplatin · (25 Wo.)US | Erstveröffentlichung: 28. Juli 2017 feat. Gucci Mane              |
| 2019 | Hot Girl Bummer Everything Means Nothing | DE17 Gold · (25 Wo.)DE | AT15 (22 Wo.)AT | CH25 (20 Wo.)CH | UK14 Platin · (22 Wo.)UK | US11 ×4Vierfachplatin · (42 Wo.)US | Erstveröffentlichung: 23. August 2019                             |
| 2019 | Tongue Tied –                            | DE100 (1 Wo.)DE | AT70 (1 Wo.)AT | — | UK62 (2 Wo.)UK | — | Erstveröffentlichung: 13. November 2019 mit Marshmello & Yungblud |
| 2021 | Memory Raised on Country                 | — | — | — | — | US50 ×2Doppelplatin · (18 Wo.)US | Erstveröffentlichung: 9. Juli 2021 mit Kane Brown                 |

Weitere Singles
- 2013: Nyla
- 2015: 4U (US: Gold)
- 2015: Dirty Laundry (US: Gold)
- 2016: Different Hos
- 2016: Girls Like U
- 2016: Wanderlust
- 2016: STFU (als Manionz feat. Spark Master Tape, US: Gold)
- 2017: Escalade (mit Lil Aaron)
- 2017: Playboy Shit (feat. Lil Aaron)
- 2017: Up in This (mit Tinashe)
- 2018: IDWK (mit Dvbbs)
- 2018: The 1
- 2019: 1 Sided Love
- 2019: High1x
- 2019: Short Kings Anthem (mit Tiny Meat Gang)
- 2020: Me & Ur Ghost (US: Gold)
- 2020: Queen of Broken Hearts (US: Gold)
- 2021: @ My Worst (US: Gold)
- 2022: Gfy (mit Machine Gun Kelly)

### Singles als Gastmusiker
| Jahr | Titel Album                                | Höchstplatzierung, Gesamtwochen, AuszeichnungChartplatzierungen (Jahr, Titel, Album, Platzierungen, Wochen, Auszeichnungen, Anmerkungen) | Höchstplatzierung, Gesamtwochen, AuszeichnungChartplatzierungen (Jahr, Titel, Album, Platzierungen, Wochen, Auszeichnungen, Anmerkungen) | Höchstplatzierung, Gesamtwochen, AuszeichnungChartplatzierungen (Jahr, Titel, Album, Platzierungen, Wochen, Auszeichnungen, Anmerkungen) | Höchstplatzierung, Gesamtwochen, AuszeichnungChartplatzierungen (Jahr, Titel, Album, Platzierungen, Wochen, Auszeichnungen, Anmerkungen) | Höchstplatzierung, Gesamtwochen, AuszeichnungChartplatzierungen (Jahr, Titel, Album, Platzierungen, Wochen, Auszeichnungen, Anmerkungen) | Anmerkungen                                                            |
| Jahr | Titel Album                                | DE | AT | CH | UK | US | Anmerkungen                                                            |
| --- | ------------------------------------------ | --- | --- | --- | --- | --- | ---------------------------------------------------------------------- |
| 2020 | Worry About Me Brightest Blue              | — | — | — | UK78 (1 Wo.)UK | — | Erstveröffentlichung: 13. März 2020 Ellie Goulding feat. Blackbear     |
| 2020 | Monsters Wake Up Sunshine                  | — | AT— GoldAT | — | UK— SilberUK | US55 Gold · (17 Wo.)US | Erstveröffentlichung: 3. April 2020 All Time Low feat. Blackbear       |
| 2020 | My Ex’s Best Friend Tickets to My Downfall | DE68 Gold · (10 Wo.)DE | AT47 (9 Wo.)AT | — | UK30 Platin · (11 Wo.)UK | US20 ×3Dreifachplatin · (52 Wo.)US | Erstveröffentlichung: 7. August 2020 Machine Gun Kelly feat. Blackbear |
| 2020 | Hate the Way These Things Happen Too       | DE— bDE | — | — | — | US71 (1 Wo.)US | Erstveröffentlichung: 16. Oktober 2020 G-Eazy feat. Blackbear          |
| 2022 | IDGAF –                                    | DE— cDE | AT69 (1 Wo.)AT | — | UK48 (3 Wo.)UK | US99 Platin · (1 Wo.)US | Erstveröffentlichung: 18. März 2022 BoyWithUke feat. Blackbear         |
| Folgende Lieder erschienen nicht als Single, wurden aber durch das Album zum Download und Streaming bereitgestellt und konnten somit eine Platzierung erlangen: |                                            | | | | | |                                                                        |
| |                                            | | | | | |                                                                        |
| 2022 | Make Up Sex Mainstream Sellout             | DE— dDE | AT68 (1 Wo.)AT | — | UK55 (2 Wo.)UK | US59 (2 Wo.)US | Charteinstieg: 7. April 2022 Machine Gun Kelly feat. Blackbear         |

Weitere Gastbeiträge
- 2016: Root Beer Float (Olivia O’Brien feat. blackbear)
- 2016: Champagne and Pools (Hoodie Allen feat. blackbear & Kyle)
- 2016: Flex Your Way Out (Sofi de la Torre feat. blackbear)
- 2017: Hit Me Back (Jacob Sartorius feat. blackbear)
- 2017: Forgetting All About You (Phoebe Ryan feat. blackbear)
- 2018: Talk Is Overrated (Manila Killa Remix) (Jeremy Zucker feat. blackbear, US: Gold)
- 2019: Dangerous (DeathbyRomy feat. blackbear)
- 2019: Beach Ballin’ (Yung Pinch feat. blackbear)
- 2020: No Service in the Hills (Cheat Codes feat. Trippie Redd, blackbear & Prince$$ Rosie)
- 2020: Go Dumb (Y2K & The Kid Laroi feat. blackbear & Bankrol Hayden)
- 2020: Tinted Eyes (Dvbbs feat. blackbear & 24kGoldn)
- 2022: Love It When You Hate Me (Avril Lavigne feat. blackbear)
- 2022: Fuck About It (Waterparks feat. Blackbear)

## Auszeichnungen für Musikverkäufe
| Goldene Schallplatte - Australien - 2022: für die Single Memory - Belgien - 2020: für die Single Hot Girl Bummer - Brasilien - 2024: für die Single Tongue Tied - 2024: für die Single Me & Ur Ghost - 2024: für die Single IDGAF - Dänemark - 2021: für die Single idfc - Finnland - 2022: für die Single My Ex’s Best Friend - Frankreich - 2020: für die Single Hot Girl Bummer - Italien - 2020: für die Single Hot Girl Bummer - 2021: für die Single My Ex’s Best Friend - 2021: für die Single idfc - Kanada - 2021: für die Single Queen of Broken Hearts - 2022: für die Single Hate the Way - 2022: für die Single IDGAF - 2023: für das Lied Make Up Sex - Neuseeland - 2019: für das Album Digital Druglord - 2022: für das Album Deadroses - 2024: für das Album Everything Means Nothing - Norwegen - 2019: für die Single Hot Girl Bummer - Polen - 2021: für die Single Do re mi - Portugal - 2022: für die Single My Ex’s Best Friend - Spanien - 2024: für die Single Hot Girl Bummer - 2024: für die Single idfc - Vereinigte Staaten - 2021: für das Lied Chateau - 2021: für das Lied Remember You - 2022: für das Lied Anxiety - 2022: für das Lied 90210 | Platin-Schallplatte - Australien - 2021: für die Single My Ex’s Best Friend - 2023: für die Single Monsters - Brasilien - 2024: für die Single My Ex’s Best Friend - 2024: für die Single Do re mi - 2024: für die Single idfc - Dänemark - 2022: für die Single Hot Girl Bummer - Kanada - 2018: für die Single idfc - 2019: für die Single IDWK - 2020: für die Single Me & Ur Ghost - 2021: für die Single Tinted Eyes - Neuseeland - 2018: für die Single Do re mi - 2020: für die Single idfc - Polen - 2020: für die Single Hot Girl Bummer - Portugal - 2020: für die Single Hot Girl Bummer - Vereinigte Staaten - 2022: für das Lied I Miss the Old U | 2× Platin-Schallplatte - Dänemark - 2020: für die Single Ocean Eyes (Blackbear Remix) - Kanada - 2023: für die Single Monsters 3× Platin-Schallplatte - Kanada - 2023: für die Single Memory 4× Platin-Schallplatte - Australien - 2022: für die Single Hot Girl Bummer - Kanada - 2020: für die Single Do re mi - Neuseeland - 2025: für die Single Hot Girl Bummer 5× Platin-Schallplatte - Kanada - 2021: für die Single Hot Girl Bummer 6× Platin-Schallplatte - Kanada - 2025: für die Single My Ex’s Best Friend Diamantene Schallplatte - Brasilien - 2024: für die Single Hot Girl Bummer |

Anmerkung: Auszeichnungen in Ländern aus den Charttabellen bzw. Chartboxen sind in ebendiesen zu finden.
| Land/RegionAuszeichnungen für Musikverkäufe (Land/Region, Auszeichnungen, Verkäufe, Quellen) | Silber  | Gold       | Platin       | Diamant  | Verkäufe   | Quellen                 |
| -------------------------------------------------------------------------------------------- | ------- | ---------- | ------------ | -------- | ---------- | ----------------------- |
| Australien (ARIA)                                                                            | —       | Gold1      | 6× Platin6   | —        | 455.000    | aria.com.au             |
| Belgien (BRMA)                                                                               | —       | Gold1      | —            | —        | 20.000     | ultratop.be             |
| Brasilien (PMB)                                                                              | —       | 3× Gold3   | 3× Platin3   | Diamant1 | 360.000    | pro-musicabr.org.br BR2 |
| Dänemark (IFPI)                                                                              | —       | Gold1      | 3× Platin3   | —        | 315.000    | ifpi.dk                 |
| Deutschland (BVMI)                                                                           | —       | 3× Gold3   | —            | —        | 600.000    | musikindustrie.de       |
| Finnland (IFPI)                                                                              | —       | Gold1      | —            | —        | 20.000     | Einzelnachweise         |
| Frankreich (SNEP)                                                                            | —       | Gold1      | —            | —        | 100.000    | snepmusique.com         |
| Italien (FIMI)                                                                               | —       | 3× Gold3   | —            | —        | 105.000    | fimi.it                 |
| Kanada (MC)                                                                                  | —       | 4× Gold4   | 24× Platin24 | —        | 2.060.000  | musiccanada.com         |
| Neuseeland (RMNZ)                                                                            | —       | 3× Gold3   | 6× Platin6   | —        | 202.500    | radioscope.co.nz NZ2    |
| Norwegen (IFPI)                                                                              | —       | Gold1      | —            | —        | 30.000     | ifpi.no                 |
| Österreich (IFPI)                                                                            | —       | Gold1      | —            | —        | 15.000     | ifpi.at                 |
| Polen (ZPAV)                                                                                 | —       | Gold1      | Platin1      | —        | 45.000     | olis.pl                 |
| Portugal (AFP)                                                                               | —       | Gold1      | Platin1      | —        | 15.000     | Einzelnachweise         |
| Spanien (Promusicae)                                                                         | —       | 2× Gold2   | —            | —        | 60.000     | elportaldemusica.es     |
| Vereinigte Staaten (RIAA)                                                                    | —       | 15× Gold15 | 20× Platin20 | —        | 27.500.000 | riaa.com                |
| Vereinigtes Königreich (BPI)                                                                 | Silber1 | Gold1      | 3× Platin3   | —        | 2.400.000  | bpi.co.uk               |
| Insgesamt                                                                                    | Silber1 | 43× Gold43 | 67× Platin67 | Diamant1 |            |                         |

## Filmografie
- 2021: Downfalls High